# حميدان محمد
حميدان محمد (بالإنجليزية: Hamidan Mohammed)‏ هو لاعب كرة قدم غاني في مركز الوسط، ولد في 23 مايو 1989 في وا ‏ في غانا. لعب مع ليجون سيتيز ونادي كيدا دارول أمان.